# Vakuumska filtracija
Vakuumska filtracija je sila, ki pospešuje filtracijski proces je podtlak pod filtrnim medijem. Princip ločevanja je enak kot pri navadni filtraciji, razlika je le v velikosti delcev, ki jih še lahko ločimo. Metoda ločevanja je hitra, saj poleg gravitacijske sile deluje še sila podtlaka. Višja kot je sila podtlaka, hitrejše je ločevanje.